# Balad El Banat
Balad El Banat (en árabe: بلد البناتِ‎) es una película del director egipcio Amr Bayoumi, lanzada en 2007 y protagonizada por Farah Youssef, Somaia Al Joaini, Reem Hiyab y Fareeda Al Juraidi. Fue escrita por Ola El Shafie, producida y distribuida por Hani Girgis Fawzi. Gira en torno a las experiencias de la vida de cuatro chicas a inicios de sus 20 años, tan pronto como se trasladan a la ciudad de El Cairo solas, sin supervisión de sus padres.

## Sinopsis
La película muestra la vida de cuatro estudiantes reunidas en una habitación universitaria en la ciudad de El Cairo. Comienza con los cuatro personajes principales en diferentes aldeas. Salma, Farah, Heba y Nihal se muestran como niñas jugando en el pueblo y aprendiendo de sus padres sobre el bien y el mal. Después de mudarse a El Cairo, entran a una universidad donde se conocen mientras conviven bajo las mismas reglas. Al graduarse de la escuela de Estudios de Información, todas se mudan a un apartamento en una conservadora zona en la que trabajan para la prensa. La evolución de sus carreras y vidas personales comienza directamente después de que se mudan al apartamento y no están bajo ninguna vigilancia. Como una reacción a mudarse, las cuatro comienzan a tener deseos de experimentar conductas socialmente inapropiadas en la sociedad egipcia, como fumar, beber, salir e irse de fiesta. Sophiya, su vecina, es una mujer que actúa como su madre y cubre su comportamiento inapropiado cuando sus padres pasan por el apartamento para visitarlas. 
Salma, la más sensata, busca trabajo e inicia una relación con un compañero. Después de salir con él varias veces, sigue rechazando sus intentos de intimidad. Planea sorprenderlo en su cumpleaños, pero descubre que ha sido engañada con varias mujeres. Iniciando para ella una fase de depresión.  
Farah, una chica de familia beduina, es extremadamente conservadora  y usa un velo a inicios de la película. Después de graduarse y mudarse al apartamento decide dejar de usar el velo y vivir una vida nueva llena  de libertad. Apenas empieza a salir con sus amigos, conoce a un hombre casado e inicia una relación con él. 
Nihal mantiene una relación con un hombre mayor y casado. Actúa como la más sensata, pero parece ser quien cae en las equivocaciones más profundas. Intenta ser sobreprotectora para mostrar una actitud conservadora.
Heba es una chica insegura. Evita salir con sus amigas debido al acné. Le encanta leer novelas y ver películas. Siempre que intenta conseguir una relación con un hombre es evitada por este, lo cual le deprime la mayoría del tiempo.  
Después de que se presentan las historias de los cuatro personajes, los problemas comienzan cuando Farah intenta confrontar el tema de su embarazo con el padre de su hijo. Él se niega a ayudarla, lo que conduce a Salma a ayudarla con el pago de la factura para abortar al bebé en una clínica. Al final de la película, todas se dan cuenta de que la forma en que han tomado decisiones es mala y comienzan a determinar su vida de una nueva manera. Farah decide volver a su pueblo, mientras que Salma continúa su trabajo como periodista. Además, Heba sigue siendo insegura pero intenta vivir una vida normal sin depresión. Mientras Nihal, continúa su carrera periodística dando un discurso en una conferencia en la institución de los derechos civiles y humanos que abogan por que las mujeres tengan más derechos en Egipto.

## Elenco
- Farah Youssef como Heba.
- Somaia Al Joaini como Nihal.
- Christine Salomón como Gigi (voz).
- Reem Hiyab como Farah.
- Fareeda Al Juraidi como Salma.
- Maha Abu Oaf como Sophiya.

## Producción
La película fue producida por Hani Girgis Fawzi y publicada en 2007. El gerente de producción fue Ahmed Zak

## Recepción
Hani Girgis Fawzi, productor y distribuidor de la película, ha sido acusado por el representante del Sindicato de Oficios demandando una compensación económica por la contratación de actores que no estaban autorizados a actuar al no contar con licencia de actuación. Somaia Al Joaini, actriz extranjera, quien es una de los personajes principales en la película, fue una de esos actores que carecían de la licencia, que por lo tanto, llevó a los representantes sindicales a demandar a la compañía de la película por sus decisiones ilegales de contratación de actores. Se decidió después que la compañía de Hani Gerge tendría que ser investigada al confesar su acto ilegal.